# Хеганг
Хеганг (鹤岗) град је Кини у покрајини Хејлунгђанг. Према процени из 2009. у граду је живело 770.039 становника.

## Становништво
Према процени, у граду је 2009. живело 770.039 становника.
| 1990.   | 2000.   | 2009    |
| ------- | ------- | ------- |
| 581.751 | 692.749 | 770.039 |